# Licania fusicarpa
Licania fusicarpa är en tvåhjärtbladig växtart som först beskrevs av André Joseph Guillaume Henri Kostermans, och fick sitt nu gällande namn av Ghillean `Iain' Tolmie Prance. Licania fusicarpa ingår i släktet Licania och familjen Chrysobalanaceae. Inga underarter finns listade i Catalogue of Life.